# Long He
Long He (kinesiska: 龙河) är ett vattendrag i Kina. Det ligger i storstadsområdet Chongqing, i den sydvästra delen av landet, omkring 120 kilometer öster om det centrala stadsdistriktet Yuzhong.
Genomsnittlig årsnederbörd är 1 570 millimeter. Den regnigaste månaden är september, med i genomsnitt 284 mm nederbörd, och den torraste är januari, med 19 mm nederbörd.